# Saint-Clément-de-Vers
Saint-Clément-de-Vers é uma comuna francesa na região administrativa de Auvérnia-Ródano-Alpes, no departamento do Ródano. Estende-se por uma área de 8.6 km². Em 2010 a comuna tinha 224 habitantes (densidade: 26 hab./km²).